# 增广矩阵
增广矩阵，又稱廣置矩陣，是在线性代数中系数矩阵的右边添上线性方程组等号右边的常数列得到的矩阵，如：方程{\displaystyle AX=B}系数矩阵为{\displaystyle A}，它的增广矩阵为{\displaystyle (A|B)}。方程组唯一确定增广矩阵，通过增广矩阵的初等行变换可用于判断对应线性方程组是否有解，以及化简求原方程组的解。

## 使用范例
增广矩阵通常用于判断矩阵的有解的情况，下列{\displaystyle A}为线性方程组的系数矩阵，{\displaystyle (A|B)}为增广矩阵：
- 若{\displaystyle \operatorname {rank} (A)<\operatorname {rank} (A|B)}，方程组无解。
- 若{\displaystyle \operatorname {rank} (A)=\operatorname {rank} (A|B)=n}，方程组有唯一解。
- 若{\displaystyle \operatorname {rank} (A)=\operatorname {rank} (A|B)<n}，方程组无穷解。
- {\displaystyle \operatorname {rank} (A)>\operatorname {rank} (A|B)}不會發生，因为增广矩阵的秩大于等于系数矩阵的秩。

对于如下方程组：
{\displaystyle {\begin{cases}x+2y+3z=0\\3x+4y+7z=2\\6x+5y+9z=11\end{cases}}}
系数矩阵为：
{\displaystyle A={\begin{bmatrix}1&2&3\\3&4&7\\6&5&9\end{bmatrix}},B={\begin{bmatrix}0\\2\\11\end{bmatrix}}}
增广矩阵为：
{\displaystyle (A|B)=\left[{\begin{array}{ccc|c}1&2&3&0\\3&4&7&2\\6&5&9&11\end{array}}\right]}